# Paul Norell
Paul Norell (* 11. Februar 1952 in London, England) ist ein neuseeländischer Filmschauspieler britischer Herkunft.

## Leben
Paul Norell wurde in England geboren und lebt heute in Neuseeland.
Er ist vor allem durch seine Nebenrolle (König der Toten) im mit elf Academy Awards ausgezeichneten Fantasyfilm Der Herr der Ringe: Die Rückkehr des Königs von 2003 bekannt. Davor wirkte er in neuseeländischen Fernsehserien wie Hercules und Xena mit. Paul Norell gehörte neben Noel Appleby, Martyn Sanderson, Stephen Ure und Craig Parker zu einer Gruppe von 15 Schauspielern, die im Zuge des Erfolges der Trilogie die Produktionsgesellschaft auf Beteiligung am Gewinn durch Merchandising verklagten, mit der Klage jedoch scheiterten.